# ستيف دارسيس

## روابط إضافية
- ستيف دارسيس على موقع رابطة محترفي التنس (الإنجليزية)
- ستيف دارسيس على موقع الاتحاد الدولي لكرة المضرب (الإنجليزية)
- ستيف دارسيس على موقع كأس ديفيز (الإنجليزية)
- ستيف دارسيس على موقع بطولة ويمبلدون (الإنجليزية)
- ستيف دارسيس على موقع خلاصة التنس.كوم (الإنجليزية)
- ستيف دارسيس على موقع إي إس بي إن.كوم (الإنجليزية)
- ستيف دارسيس على موقع اللجنة الأولمبية الدولية (الإنجليزية)
- ستيف دارسيس على موقع أوليمبيديا (الإنجليزية)
- Darcis Recent Match Results
- Darcis World Ranking History